# Folkloremuseum (Ronse)

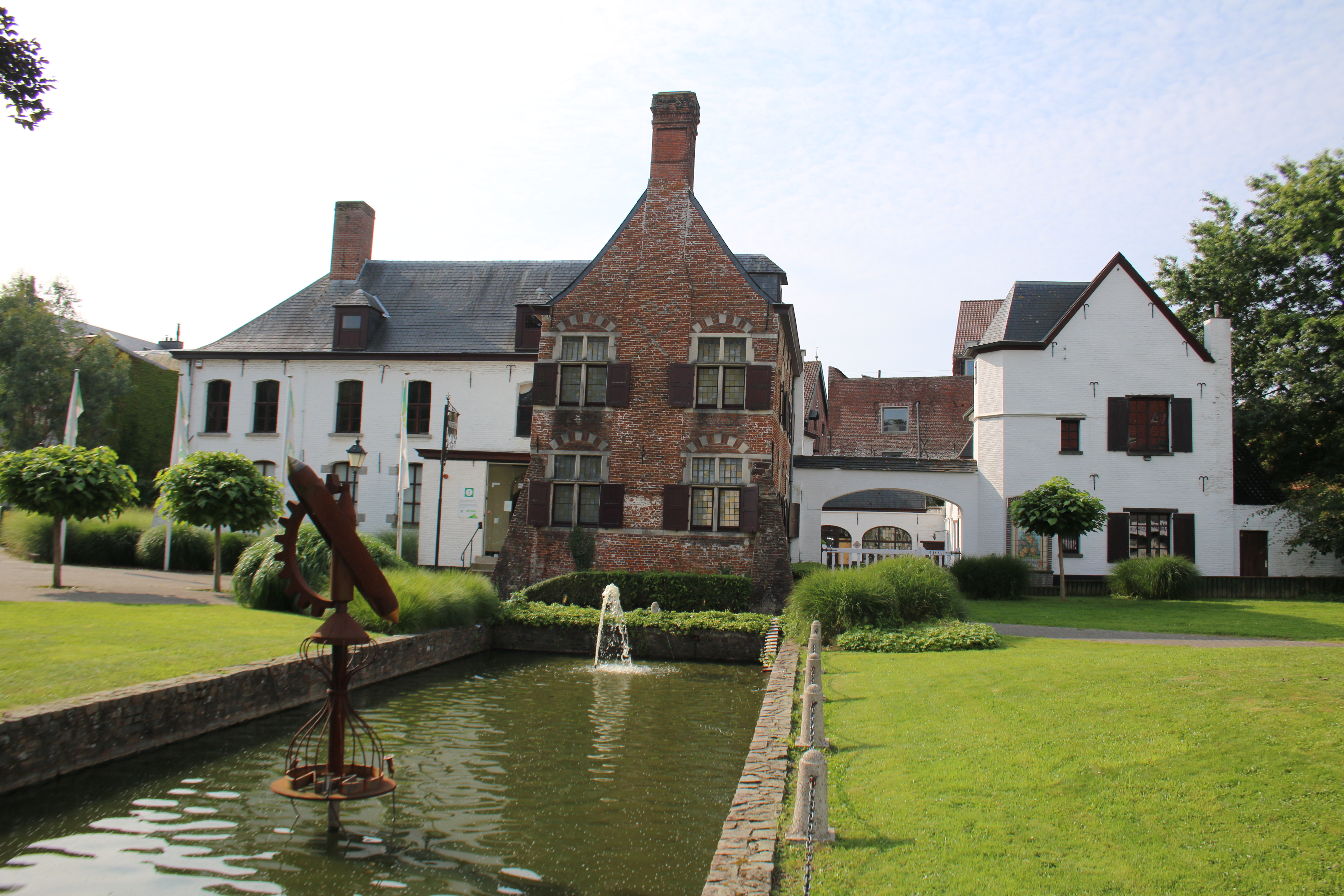

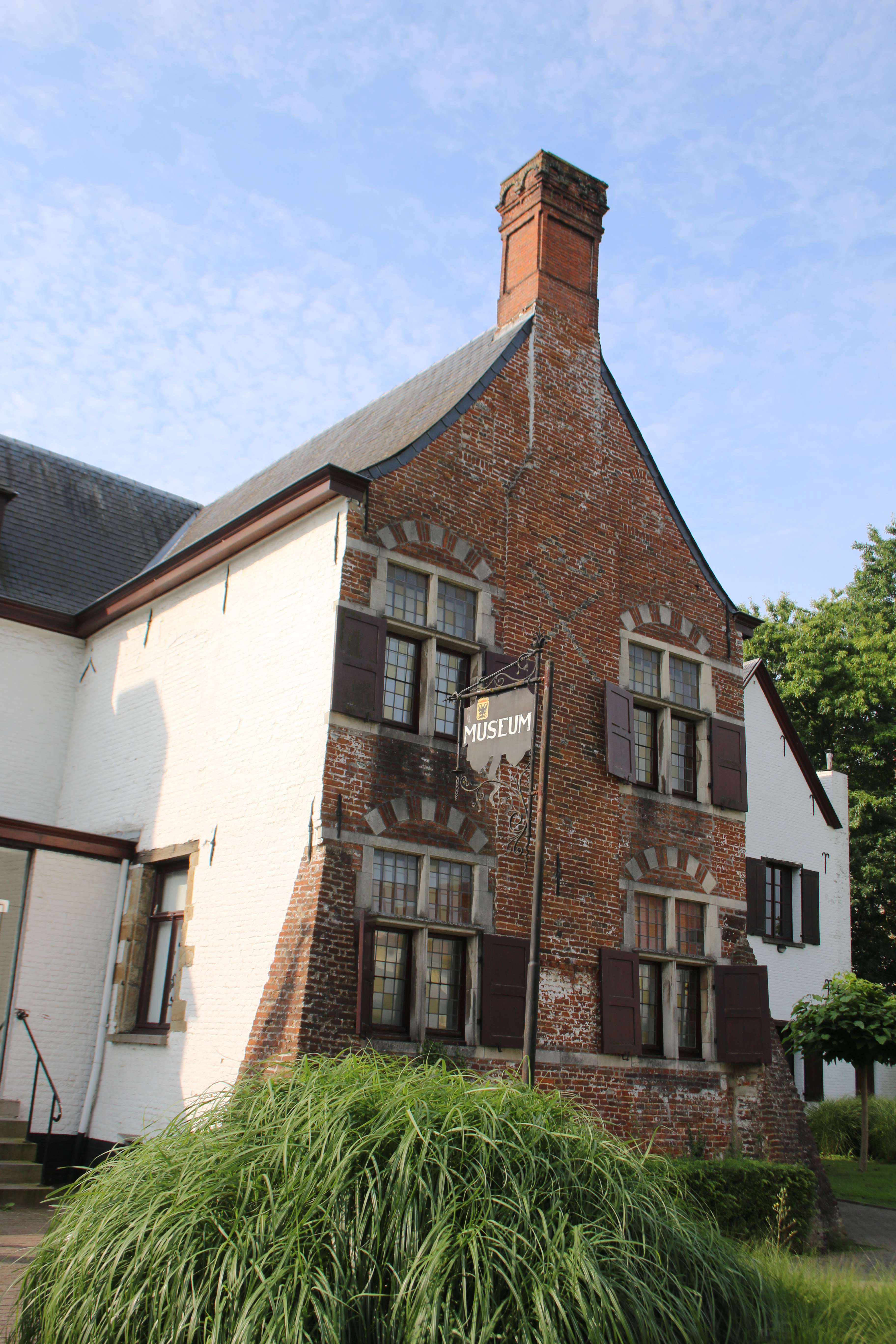

Het Folkloremuseum was een museum in de stad Ronse in de Belgische provincie Oost-Vlaanderen. Het bevindt zich in het Spanjaardenkasteel en de voormalige kanunnikenwoning de Hoge Mote.
In het Spanjaardenkasteel was in de 16de – begin 17de eeuw een Spaans garnizoen ingekwartierd, dat toezicht moest houden op de openbare orde in de stad. Begin 17e eeuw werd het volledig heropgebouwd, In de 18de eeuw was dit de dekenij van het kapittel van Sint-Hermes. De laatste deken van het kapittel liet er salons in Lodewijk XV- en Lodewijk XVI-stijl inrichten.
Het museum werd in 1952 geopend en toont salons in Lodewijk XV- en Lodewijk XVI-stijl. Er zijn werken van 19e-eeuwse lokale kunstenaars te zien en ook worden beroemde inwoners van Ronse toegelicht, waaronder componist Cypriano de Rore, de pedagoog Ovide Decroly, de ingenieur Gustave Royers en diverse anderen. Er is een verzameling met betrekking tot de schuttersgilden, voorwerpen met betrekking tot het verenigingsleven en folkloristische evenementen als de Fiertel. Ook zijn er reconstructies van diverse oude ambachten.
Het museum maakt nu deel uit van het Must Museum voor textiel.